# Chintalavalasa
Chintalavalasa es una ciudad censal situada en el distrito de Vizianagaram en el estado de Andhra Pradesh (India). Su población es de 5921 habitantes (2011). Se encuentra a 4 km de Vizianagaram .

## Demografía
Según el censo de 2011 la población de Chintalavalasa era de 5921habitantes, de los cuales 2980 eran hombres y 2941 eran mujeres. Chintalavalasa tiene una tasa media de alfabetización del 71,75%, superior a la media estatal del 67,02%: la alfabetización masculina es del 77,41%, y la alfabetización femenina del 65,84%.